# مر زوطرا

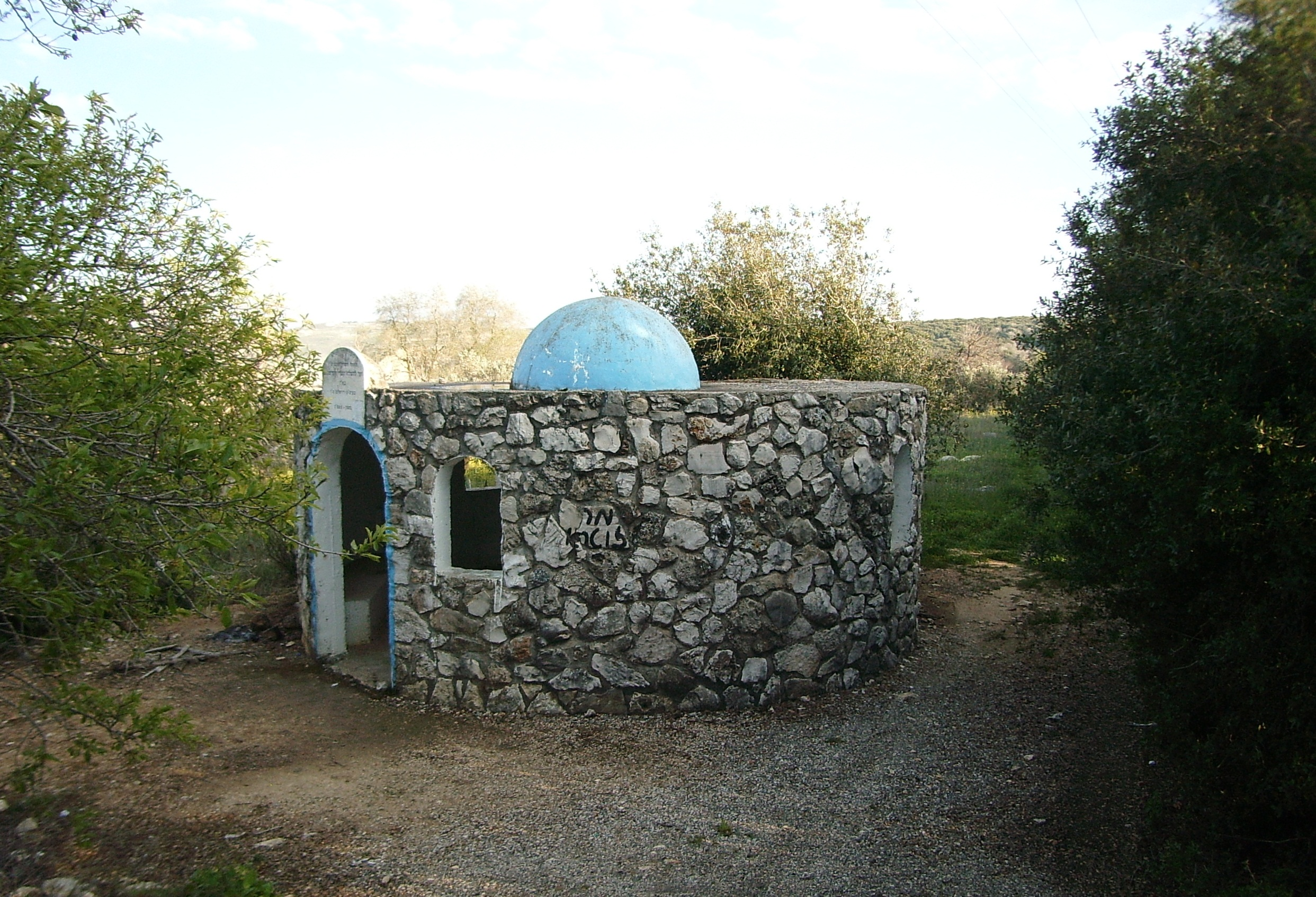
نمایی از مقبرهٔ «مار زوطرا» حکیم یهودی - ۲۰۰۹

مار زوطرا (عبری: מר זוטרא) (به انگلیسی Mar Zutra) حکیم یهودی اهل بابل از نسل ششم دوران آمورائیم بود.
او یکی از همکاران امیمار و ربی آشی بود.
بر اساس کتاب سدر تنائیم و آمورائیم وی یشیوای پومبدیتا را رهبری می کرد.
در کتاب «پیام راو شریرا گائون» (نسخهٔ فرانسوی)، از او به عنوان رئیس یشیوا ذکر نشده اما در منابع بعدی به عنوان (آقای زوطرا، رئیس یشیوا) یاد شده است.